# Upplands runinskrifter 621
Upplands runinskrifter 621 är ett vikingatida runstensfragment av blå granit i Härnevi, Bro socken och Upplands-Bro kommun. Runstenen är 0,95 meter hög, 0,97 meter bred och 0,4 meter tjock. Runhöjden är 9-10 centimeter. Runstenen har flyttats 3 meter söderut. Såväl ordföljd som ornamentik tyder på att det är Visäte som är runristare. I stenens närhet stod förut U 622 och på båda dessa stenar nämns "Gunnhild". Det är utan tvekan samma kvinna som avses. Stenen är inte signerad, men enligt Erik Brate är den utförd av Visäte.

## Inskriften
Translitterering av runraden:
' abiun + auk + sibiun [auk · kunhiltr · litu risa · þina · stin · aftʀ · faþur · sin · auk · en · aftʀ bunta sin usur]
Normalisering till runsvenska:
Abiorn ok Sigbiorn/Sæbiorn ok Gunnhildr letu ræisa þenna stæin æftiʀ faður sinn ok hon(?)/æn æftiʀ bonda sinn Assur.
Översättning till nusvenska:
Åbjörn och Sigbjörn och Gunnhild läto resa denna sten efter sin fader och hon efter sin man Assur.